# Phumosia proserpina
Phumosia proserpina este o specie de muște din genul Phumosia, familia Calliphoridae, descrisă de Villeneuve în anul 1914. Conform Catalogue of Life specia Phumosia proserpina nu are subspecii cunoscute.